# シベリア・トラップ

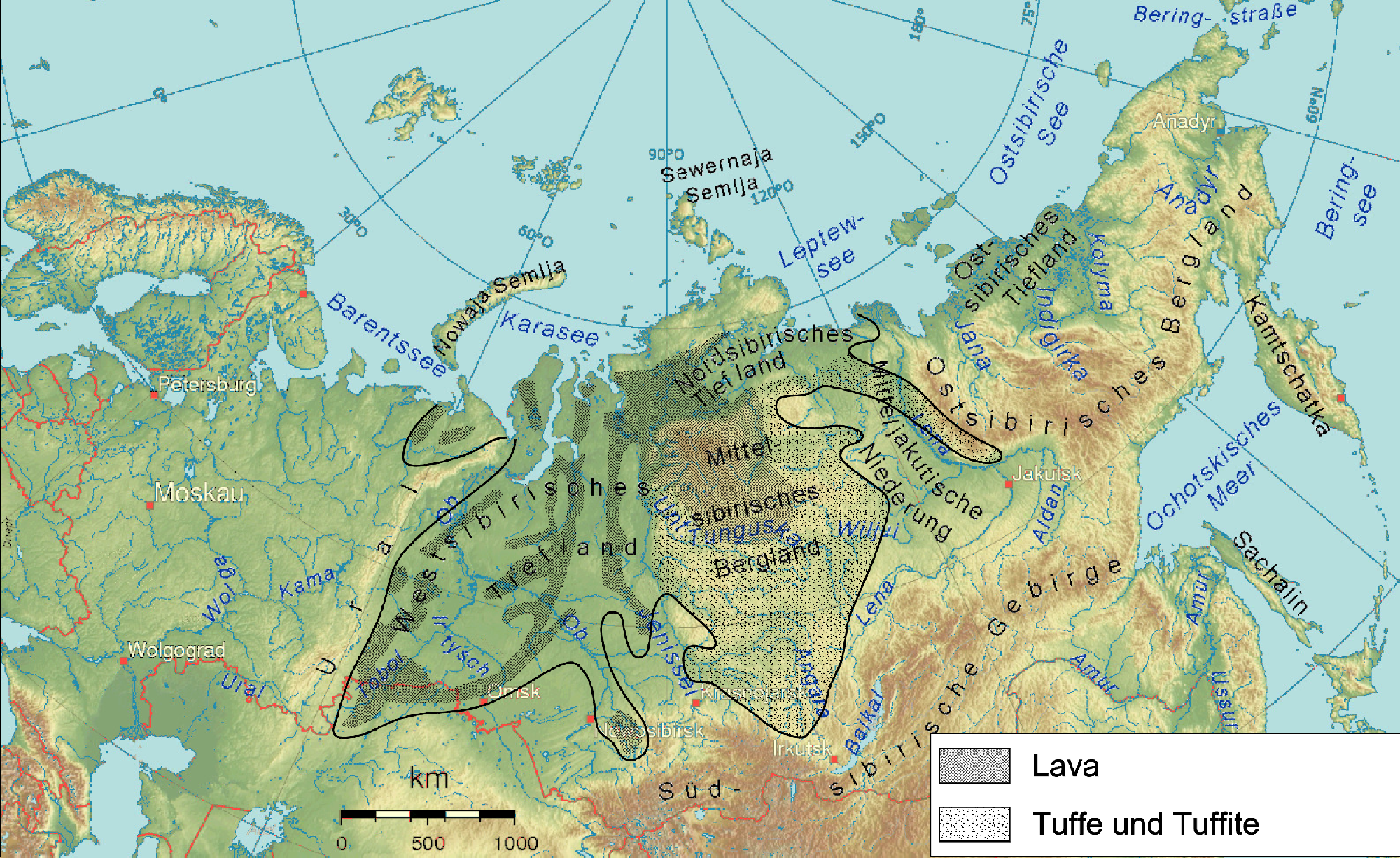
位置

シベリア・トラップ（露: Сибирские траппы、英: Siberian Traps）は、ロシアのウラル山脈の東に、中央シベリア高原を中心として広がる洪水玄武岩である。緯度50 - 75度、経度60 - 120度にわたる面積2,000,000km2は、西ヨーロッパの面積に匹敵する。

## 解説
2億5100万年前のP-T境界頃に200万年以上続いたと考えられる大規模な火山活動で、マントルプルームがシベリア・クラトンを貫いて噴出したもの。凝灰岩や火砕岩が分布し、珪長質である流紋岩やかんらん岩を伴うことから、爆発的噴火があったことが分かる。これにより、当時の生命体のうち属レベルで8割以上が絶滅したと推定される。
2000年以降は、ライデン大学とケンブリッジ大学の共同研究の結果、シベリアの洪水玄武岩中に含まれるウランとトリウムの放射年代測定の結果が2億5100万年前に一致しないため、巨大隕石の衝突を原因とする学説もある。また、ソヴィエト連邦の崩壊後は、プーチン大統領の指揮のもとで天然資源開発が進み、ノリリスクなどで大規模なニッケル・銅・パラジウムなどの天然資源や、核兵器や原子力発電に用いるためのウラン採掘が行われている。